# Compositado de testigos
El compositado de testigos es una técnica usada en la evaluación de recursos minerales conocidos a través de testigos. Según el propósito para el cual se hace, el compositado de testigos se puede calcular de formas diferentes. El aspecto común del compositado de testigos es el cálculo del promedio de la ley en intervalos de testigos geológicos, a modo de homogeneizar las muestras o rellenar información que falta. Para algunos casos el compositado de testigos puede complementarse con o compararse contra el modelamiento en bloques.
Es común hacer coincidir los intervalos del compositado con contactos entre tipos de roca.
Una ventaja del compositado es eliminar la varianza extrema puede existir a pequeña escala, disminuyendo así la varianza según distancia (efecto nugget en krigeaje).